# Il fortunato inganno
Il fortunato inganno (título original en italiano; en español, El engaño afortunado) es una ópera bufa en dos actos con música de Gaetano Donizetti y libreto de Andrea Leone Tottola. Se estrenó en el Teatro Nuovo de Nápoles el 3 de septiembre de 1823.

## Personajes
| Personaje                                                                  | Tesitura     | Reparto en el estreno el 3 de septiembre de 1823 |
| -------------------------------------------------------------------------- | ------------ | ------------------------------------------------ |
| Lattanzio Lattrughelli, primo buffo y jefe de una compañía de cantantes    | bajo bufo    | Carlo Casaccia                                   |
| Aurelia, su mujer, primera actriz                                          | soprano      | Teresina Melas                                   |
| Fulgenzia del Folletto, segunda actriz                                     | soprano      | Francesca Checcherini                            |
| Eugenia, pupila de Lattanzio y sobrina de Aurelia                          | soprano      | Sra d'Auria                                      |
| Fiordelisa, actriz                                                         | mezzosoprano | Clementina Grossi                                |
| El coronel caballero Ortensio Franceschetti                                | bajo         | Giuseppe Fioravanti                              |
| El teniente Edoardo, su sobrino                                            | tenor        | Marco Venier                                     |
| El señor Bequadro, maestro de capilla empleado en la compañía Lattrughelli | bajo         | Carlo Moncada                                    |
| Vulcano, poeta de la mencionada compañía                                   | tenor        | Raffaele Casaccia                                |
| Biscaglino, bajo de la compañía                                            | bajo         | Giuseppe Papi                                    |
| Ascanio, avisador de la compañía y camarero de Lattanzio                   | bajo         | Raffaele Sarti                                   |
| Coristas de la compañía.                                                   |              |                                                  |

## Discografía
| Año  | Reparto (Lattanzio, Aurelia, Fulgenzia, Eugenia, Fiordelisa, Franceschetti)                      | Director de orquesta, Ópera y orquesta                                        | Sello discográfico                             |
| ---- | ------------------------------------------------------------------------------------------------ | ----------------------------------------------------------------------------- | ---------------------------------------------- |
| 1998 | Domecio Colaianni, Stefania Donzelli, Magali Damonte, Eun-Joo Lee, Madia Todisco, Nicolas Rivenq | Arnold Bosman, Orquesta internacional de Italia, Coro de cámara de Bratislava | CD Audio: Dynamic Italy Referencia: B00000J2U2 |